# The Man from Texas (1915)
The Man from Texas is een Amerikaanse stomme film uit 1915 van en met Tom Mix. De film werd lang verloren gewaand, maar is teruggevonden en digitaal geremasterd.

## Verhaal
Texas is een cowboy die wraak wil nemen op John Hargrave, de echtgenoot van zijn zus die haar verliet en haar zo tot zelfmoord dreef. Tijdens zijn zoektocht naar zijn ex-zwager ontmoet Texas Moya Dalton, die hij redt van Hargrave voordat hij hem uit zelfverdediging neerschiet. Hij wordt verliefd op haar, hoewel ze hem in eerste instantie afwijst. Hij wint haar uiteindelijk voor zich wanneer hij de veedieven vangt die haar ranch aanvallen.

## Rolverdeling
| Acteur         | Personage     | Opmerkingen        |
| -------------- | ------------- | ------------------ |
| Tom Mix        | Texas         |                    |
| Goldie Colwell | Moya Dalton   |                    |
| Louella Maxam  | Tex's Sister  |                    |
| Ed Brady       | John Hargrave |                    |
| Hoot Gibson    | Deputy        | niet op aftiteling |
| Sid Jordan     | Frank Scott   | niet op aftiteling |
| Leo D. Maloney | Fired Foreman | niet op aftiteling |

## Trivia
- The Man from Texas werd oorspronkelijk als een kortfilm uitgebracht door de Selig Polyscope Company in 1915. Deze versie is wellicht zoekgeraakt.
- De film werd opnieuw gemonteerd op drie rollen, met extra beelden uit The Ranger’s Romance (1914), The Sheriff’s Reward (1914) en Forked Trails (1915) en vervolgens opnieuw uitgebracht als The Man from Texas door Aywon Film Corporation in 1920.[1] Het is deze langere versie die teruggevonden werd en digitaal geremasterd is.[4]
- De film werd nogmaals opnieuw gemonteerd, dit keer op vier rollen, en uitgebracht in 1922.